# Rutoro
Rutoro ist ein ländlicher Bezirk (Ward) des Distriktes Muleba in der tansanischen Region Kagera.

## Geografie
Rutoro liegt im Nordwesten von Tansania, nördlich des Burigisees. Die Fläche des Bezirks beträgt 394 Quadratkilometer, bei der Volkszählung 2022 wohnten 10.934 Menschen in 2380 Haushalten. Mit unter 30 Einwohnern je Quadratkilometer zählt der Bezirk zu den am dünnsten besiedelten Gebieten des Distriktes, der mehr als 180 Einwohner je Quadratkilometer zählt.

## Gliederung
Der Bezirk besteht aus vier Gemeinden (Mtaa) mit 16 Orten (Kitongoji):
| Mishambya - Mishambya - Bikokwa - Nyaibabi - Kichwamba | Kyobuheke - Kyobuheke - Nyakerela - Kyarutare - Rwamutukuza | Rutoro - Rutoro - Omukabyebya - Rwamisha - Buturage | Byengeregere - Byengeregere - Mabale - Omukilimbi - Nyangazabisheke |

## Infrastruktur
- Bildung: Im Bezirk gibt es fünf Grundschulen.[7]
- Gesundheit: In Rutoro befindet sich eine staatliche Apotheke mit Malaria-Diagnose und -Erstbehandlung und HIV-Pflege und -Behandlung.[8]